# اشقلون
اَشَقلون (= صَندید یا سَکلاس) نام جانوری-دیوزاد در اساطیر مانوی است که بهمراه جفت خود به نام پیسوس (= نَمرائیل یا نَقبائیل) برای بلعیدن پاره‌های نور رها شده در سرزمین تاریکی توسط اهریمن آفریده می‌شوند. پاره‌های نور خدایی که از امهرسپندان بودند در سرزمین پلیدی دربند بودند توسط این دو جانور خورده شده و پس از همبستری آنان انسان‌های نخستین بنا‌های گهمرد و مردیانه پدید می‌آیند. آنها که وجودشان از نور زندانی در جسم دیوی بود پاره‌هایی از آز و خشم و شهوت دیوان را نیز باخود به ارث برده بودند و این اسطوره به عنوان اصل جدایی نور از تاریکی و پاکیزه نمودن بدن و روح از آلودگی‌ها برای انسان در دین مانوی پذیرفته شد.

## منبع
1. ↑  اسطورهٔ آفرینش در دین مانی
2. ↑  ابوالقاسم اسماعیل پور. اسطوره آفرینش در آیین مانی. تهران.انتشارات کاروان. چاپ دوم. ص۷۶